# Силахтарага
„Силахтарага“ (на турски: Silahtarağa) е квартал на Истанбул, разположен в градска околия Еюпсултан. Общата му площ е 0,3 км2. Според данни на Адресната система за регистриране на населението (ABPRS) към 2024 г. населението на „Силахтарага“ е 10 158 жители.